# 糧食政治

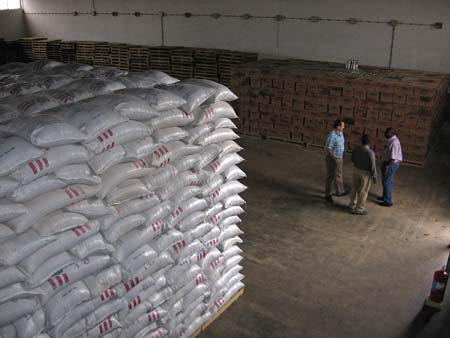
援助安哥拉的糧倉

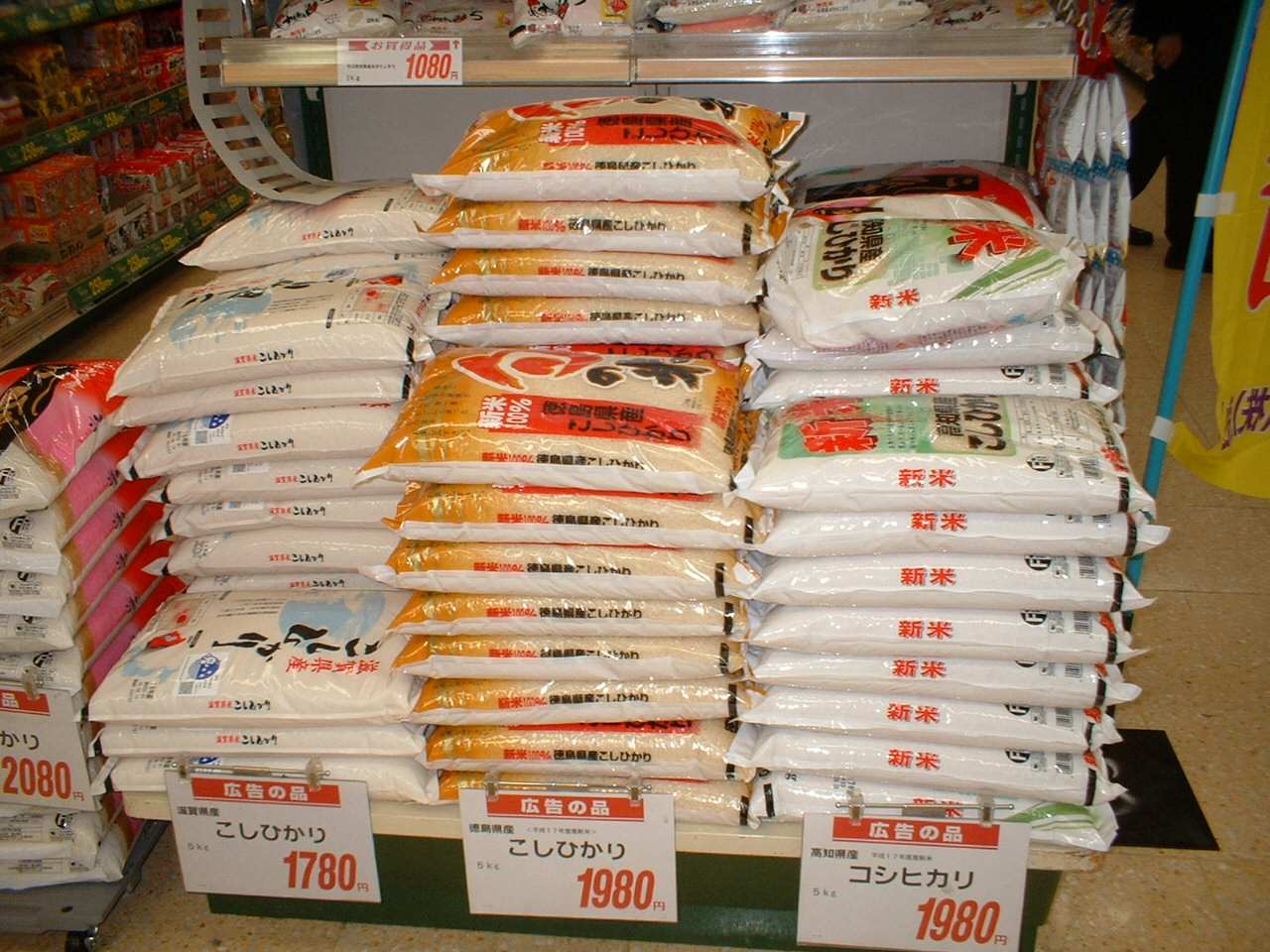
日本的米價並沒有市場競爭力，卻還是補貼農民生產，為了糧食安全

糧食政治是指生產、控制、監管、檢查和分發糧食的政治範疇，受有關適當耕作、農業和零售方法和規定的道德、文化、醫療和環境爭論所影響。

## 政策
政府制訂的政策在糧食的生產、安全和分發均發揮了重要作用，政府可以規管適當的糧食儲存和準備模式，而公眾對食物中毒事件的訴求也影響政府執行這些規定的方式，因此檢查食物安全成為政府部門的工作。

## 技術
使用某些提高糧食生產的技術已成為有爭議性的政治問題。隨著集約畜牧（factory farming）日漸普及，反對者批評這種技術增加食源性疾病的風險和其他有關糧食供應的風險，同時釋放大量氨和二氧化碳、甲烷等溫室氣體，使環境嚴重退化。許多與集約畜牧有關的露天化糞池經常出現滲漏或徑流進入本地水體，導致毒素進入供水系統。在引進 轉基因改造食物也同樣成為爭議，很多批評與基因轉移和糧食消耗的風險有關。政治活躍分子如善待動物組織則要求妥善處理有關動物。

## 安全
在過去的戰爭中，拒絕運送糧食被用作一種武器，例如第一次世界大戰的同盟國封鎖運送途徑而導致糧食嚴重短缺。同樣，在兩次世界大戰中，德國為迫使英國就範，出動潛艇以封鎖英國從外地輸入糧食。國家元首努力控制他們的國家能維持足夠的糧食供應，糧食安全是一個重要的政治問題，它可以推動國家政策、鼓勵使用農業補貼的刺激耕作或導致衝突。1974年，世界糧食安全首腦會議把糧食安全定義為：「可在任何時間提供充足的基本食品世界糧食供應，以維持一個穩定增長的糧食消耗，以抵消生產和價格帶來的波動。」

## 慈善
有些國家舉辦捐贈糧食的慈善活動，其主要目的是為貧困人口提供基本必需品。此外，有些政府制定協助捐贈糧食的方案，為學校午餐計劃以及老人提供食物。

## 饑荒
營養不良和飢餓仍然是一個在世界某些地區長期存在的問題，低產量農業可加劇自相殘殺的鬥爭，例如20世紀90年代在索馬里發生的饑荒。即使在較穩定的情況下，一些國家仍然長期處於饑荒。關於饑荒的圖片有強大的影響力，促使慈善機構甚至軍事介入。

## 零售

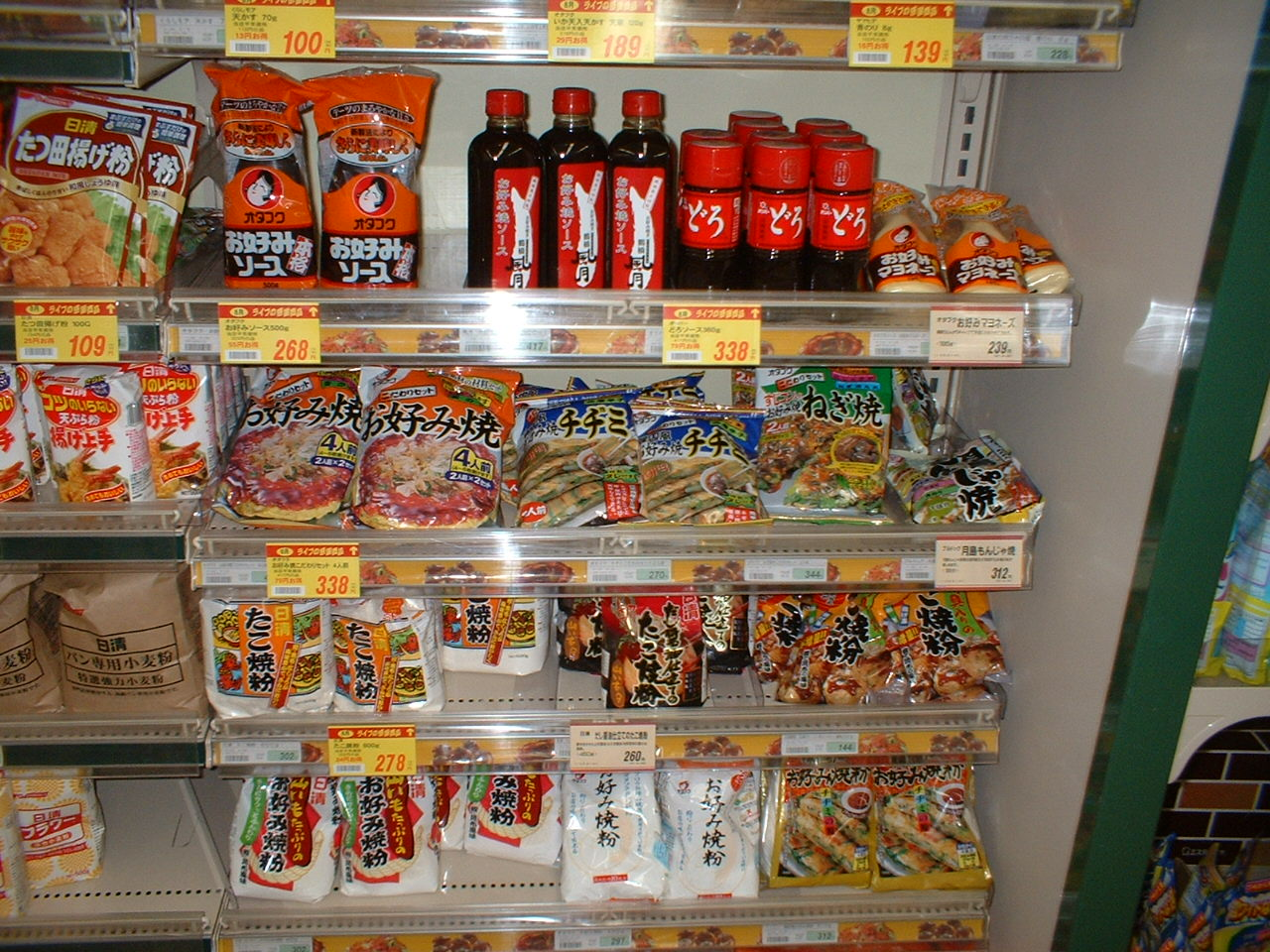
零售食品

在20世紀末至21世紀初，大量的討論和辯論圍繞超級市場在食品零售的作用和對糧食供應和生產的影響。大型連鎖超市為生產者造成巨大需求，大幅度壓低收購價格，同時以超過4倍收購價格的零售價格出售給消費者，賺取大量的超额價差利潤，而農民只可從每隻國內生產的動物賺取50便士的盈利。擁有強大購買力的超市可從不同國家採購食物，例如英國的食品市場被超市高度壟斷，雖然該國生產蘋果，但只有25％在超市銷售的蘋果在國內生產，相反季節已過的考克斯蘋果則從14,000英里的新西蘭運往當地出售。此外，超市的供應網絡遍佈全國，食品從出產地運往全國各地的零售商，對交通和污染造成巨大的影響。

## 參看
- 糧食戰爭
- 糧食權力
- 2007-08年全球糧食價格危機

## 外部連結
- Kootenay Co-op Radio's Deconstructing Dinner - a weekly one-hour radio program that discusses the impacts of our food choices （页面存档备份，存于）
- "Stuffed & Starved" - News, opinion and resources on the world food system and politics. （页面存档备份，存于）
- "The Battle for Healthy Ads: Gauging the Impact of Junk Food" at AnimationInsider.net